# Алияров, Бирлесбек Каниулы
Бирлесбек Каниулы (Каниевич) Алияров (род. 1 сентября 1939, пос. Жанакорган, Кзыл-Ординская область) — советский, казахстанский физик-энергетик, доктор технических наук (1984), член-корреспондент АН РК (1994), академик (2003). Лауреат Государственной премии Казахстана (1987).

## Биография
Окончил школу в посёлке Жанакорган. С 1961 года, по окончании физического факультета Казахского государственного университета им. С. М. Кирова по специальности «теплофизика», работал в Казахском НИИ энергетики имени Ш. Ч. Чокина (с 1988 — заместитель директора по научной работе, в 1992—2004 — директор института). Одновременно в 1983 году окончил теплоэнергетический факультет Алматинского энергетического института по специальности «тепловые электрические станции»; работал генеральным менеджером Северо-восточного теплового комплекса Алматы (1997—2002), исполнительным директором по науке в Национальной компании «Казахстан темир жолы» (2002—2009).
С 2005 года — научный руководитель ТОО «Производственная научно-исследовательская фирма „Институт энергетических исследований“». Одновременно являлся председателем Совета директоров Алматинского электровагоноремонтного завода «Ырысты» (2009—2012), преподаёт (с 2013 года, профессор) на кафедре теплоэнергетических установок Алматинского университета энергетики и связи.
Ежегодно присуждает именную стипендию лучшим учителям и ученикам по физике в родной школе.

### Семья
Отец — Кани Алияров (1914—1989), мать — Раба Алиярова (1918—1987).

## Научная деятельность
Основные направления исследований — сжигание органического топлива, охрана окружающей среды от воздействия топливосжигающих устройств.
Разработал методику огневого моделирования топочных и горелочных устройств. Результаты исследований использованы при проектировании котлов, использующих экибастузские угли (П-57 для блоков 500 мВт, БКЗ-420 для ТЭЦ Казахстана и России).
Подготовил 6 докторов и 10 кандидатов наук. Автор более 150 научных трудов, в том числе 6 монографий и более 10 изобретений.

### Избранные труды
- Алияров Б. К. Разработка и применение методики огневого моделирования топочных устройств для совершенствования сжигания экибастузского угля в мощных котлоагрегатах : Автореф. дис. … д-ра техн. наук. — М., 1984. — 54 с.
- Алияров Б. К. Экспериментальное и теоретическое исследование эффективности газовой завесы : Автореф. дис. … канд. техн. наук. — Алма-Ата, 1968. — 16 с.
- Алияров Б. К., Дорошин Г. А. Вихревой факел экибастузского угля. — Алма-Ата: Наука КазССР, 1988. — 199 с. — 500 экз. — ISBN 5-628-00094-9
- Устименко Б. П., Алияров Б. К., Аубакиров Е. К. Огневое моделирование пылеугольных топок. — Алма-Ата: Наука, 1982. — 212 с. — 1000 экз.
- Освоение сжигания экибастузских углей на тепловых электрических станциях. — Алма-Ата, 1996.
- Экибастузский топливно-энергетический комплекс (Опыт и проблемы освоения). — Алма-Ата, 1982 (соавт.);

## Награды
- заслуженный энергетик Республики Казахстан
- Государственная премия Казахской ССР (1987)
- орден «Курмет» (2011)
- медали[2].